# Matsui Iwane
Matsui Iwane (松井 石根 (Tùng Tỉnh Thạch Căn)/ 27 tháng 7, 1878—23 tháng 12, 1948) là một đại tướng của Lục quân Đế quốc Nhật Bản, là Tư lệnh Phương diện quân Trung tâm Trung Quốc kiêm Tư lệnh Thượng Hải Viễn Chinh quân. Tòa án Quân sự Quốc tế Viễn Đông đã phán quyết Matsui là người chịu trách nhiệm cao nhất về thảm sát Nam Kinh, là tội phạm chiến tranh loại BC. Do đó, Matsui đã bị tử hình.
Ông còn từng được Đế quốc Nhật Bản tặng danh hiệu danh dự hạng nhất, Huân chương Cánh Diều Vàng (huân chương quân công hạng nhất). Sau khi mất, ông được thờ tại đền Yasukuni ở Tokyo. Đền này xếp ông là vị thần hạng Chính tam vị. Ở Aichi, quê của Matsui, ông được thờ tại Tuẫn Quốc Thất Sĩ Miếu (殉国七士廟).
Trong khi đó, phía Trung Quốc hiện nay cho rằng Matsui Iwane là tượng trưng của tính tàn bạo của quân đội Đế quốc Nhật Bản, không nên chỉ đánh giá tội ác của Matsui với tư cách là chỉ huy quân đội mà còn với tư cách là cán bộ cao cấp của nhà nước Nhật Bản, nghĩa là đáng phải xếp là tội phạm chiến tranh loại A.